# 雷尔瓦杜
雷尔瓦杜是巴西南大河州的一个市镇。总面积108.508平方公里，总人口2196人，人口密度20.2人/平方公里。